# Chudske
Kotovs'ke  (ucraniano: Котовське) es una localidad del Raión de Berezivka en el Óblast de Odesa de Ucrania. Según el censo de 2001, tiene una población de 318 habitantes.